# Arteriolosclerosi iperplastica

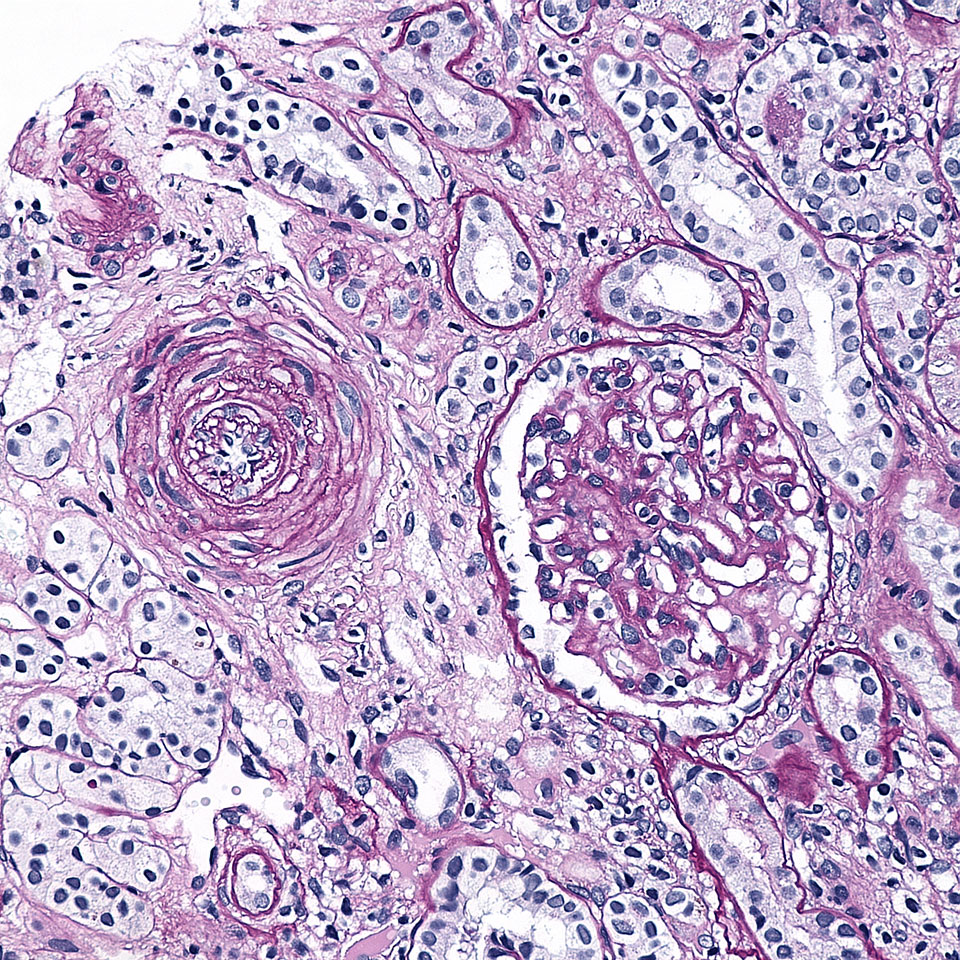
A sinistra, arteriola renale con aspetto tipico della patologia

L'arteriolosclerosi iperplastica, in patologia, è un'alterazione strutturale delle arteriole (vasi arteriosi di piccolo calibro, diramazioni delle arterie), visibile al microscopio ottico, tipica dell'ipertensione maligna.

## Morfologia
L'arteriolosclerosi iperplastica è caratterizzata da un ispessimento laminato e concentrico della parete dell'arteriola, talvolta definito "a bulbo di cipolla", con conseguente riduzione del lume vascolare. Tale lesione riguarda più frequentemente le arteriole dei reni e può accompagnarsi ad un altro reperto tipico dell'ipertensione maligna, detto necrosi fibrinoide e caratterizzato da necrosi della parete dell'arteriola con parziale sostituzione del tessuto da parte di materiale fibrinoso. L'arteriolosclerosi iperplastica rientra in un gruppo di patologie dei piccoli vasi arteriosi che comprende anche l'arteriolosclerosi ialina. Quest'ultima colpisce prevalentemente l'endotelio ed è frequente nelle fasi avanzate del diabete mellito.

## Significato clinico
Il riscontro di arteriolosclerosi iperplastica in seguito alla biopsia di un tessuto coinvolto (in particolare i reni, mediante una biopsia renale) nel contesto di una ipertensione grave si associa spesso ad una malattia dell'apparato circolatorio detta ipertensione maligna e sostenuta da alterazioni dei vasi sanguigni a livello renale (nefroangiosclerosi maligna), a prognosi infausta per l'elevato rischio di ictus e di infarto miocardico acuto.